# 杰斐遜港
杰斐遜港（英語:：Port Jefferson）是一個非建制村，位於紐約北岸長島的蘇福克縣布鲁克黑文鎮 。截至2010年美國人口普查，人口為7,750。村里有一些獨特的餐廳和商店，有許多來自紐約市的人到此旅遊。
杰斐遜港交通便利，它位於長島鐵路傑斐遜港支線的終點，同時有輪渡和長島灣北部康涅狄格州橋港相連，進而可以到達紐黑文以及波士頓。

## 外部連結
- Village of Port Jefferson official website （页面存档备份，存于）
- Port Jefferson School District （页面存档备份，存于）
- Port Jefferson Free Library （页面存档备份，存于）
- The Historical Society of Greater Port Jefferson （页面存档备份，存于）
- Bridgeport & Port Jefferson Steamboat Company （页面存档备份，存于）
- City-Data.com （页面存档备份，存于）
- Port Jefferson Info
- Port Jefferson Community Board （页面存档备份，存于）
- The original Port Jeff Web （页面存档备份，存于）